# Leucopis lotophila
Leucopis lotophila är en tvåvingeart som beskrevs av Tanasijtshuk 2003. Leucopis lotophila ingår i släktet Leucopis och familjen markflugor. Inga underarter finns listade i Catalogue of Life.